# Glenea sexvitticollis
Glenea sexvitticollis là một loài bọ cánh cứng trong họ Cerambycidae.